# Каменполье (Миорский район)
Каменполье (бел. Камянпо́лле) — деревня в Миорском районе Витебской области Белоруссии. В составе Перебродского сельсовета.

## География
Расположена в 6 км в направлении на запад от Миор, в 195 км от Витебска. Около деревни пролегает автомобильная дорога Р-14.

## История
В 1905 году в Миорской волости Дисненского уезда Виленской губернии.
В 1954—1974 годах центр Каменпольевского сельсовета.

## Население

### Численность
- 2009 год — 140 жителей

### Динамика
- 1905 год — 95 жителей (50 муж., 45 жен.)[3]
- 1998 год — 326 жителей, 107 дворов[2]
- 1999 год — 188 жителей (перепись населения)
- 2009 год — 140 жителей (перепись населения)[3]

## Достопримечательность
- Усадебно-парковый ансамбль Мирских (конец ХІХ — начало XX в.) —  Историко-культурная ценность Республики Беларусь, шифр 213Г000558.

## Галерея

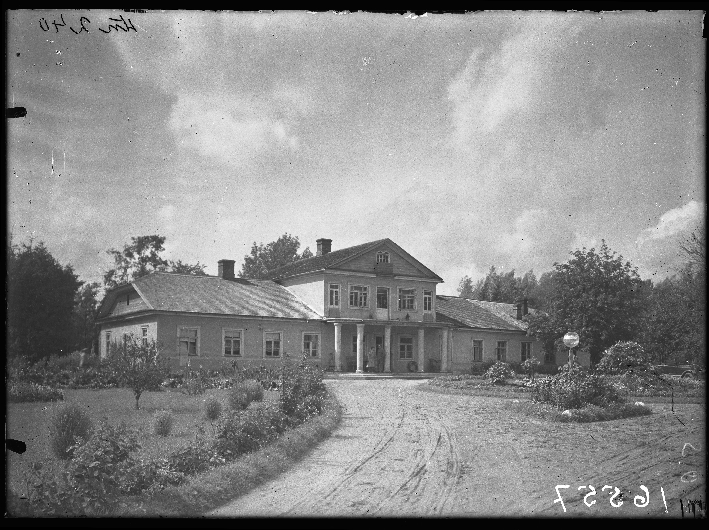
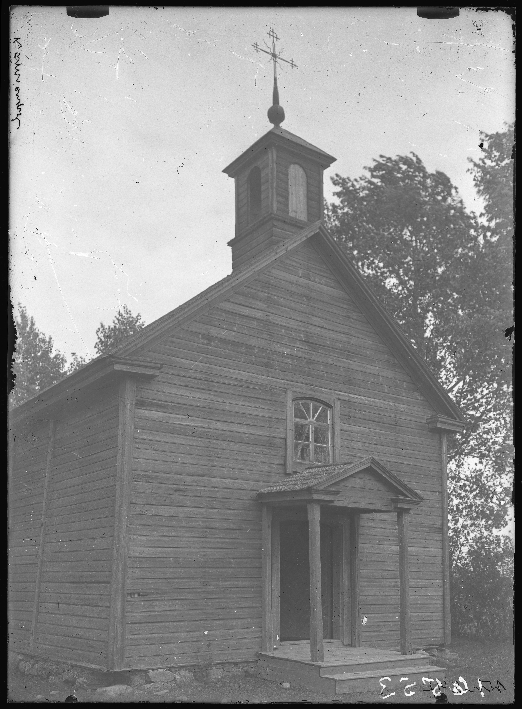
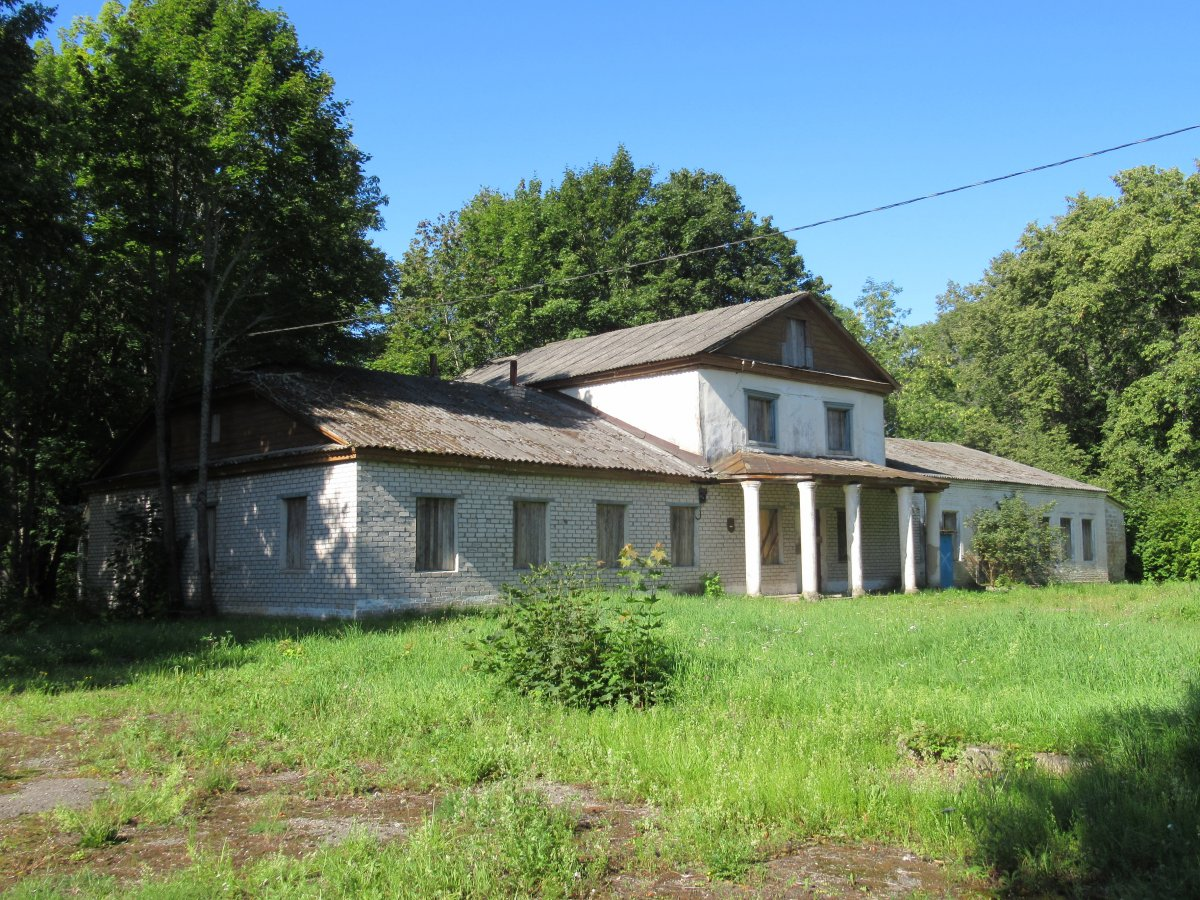
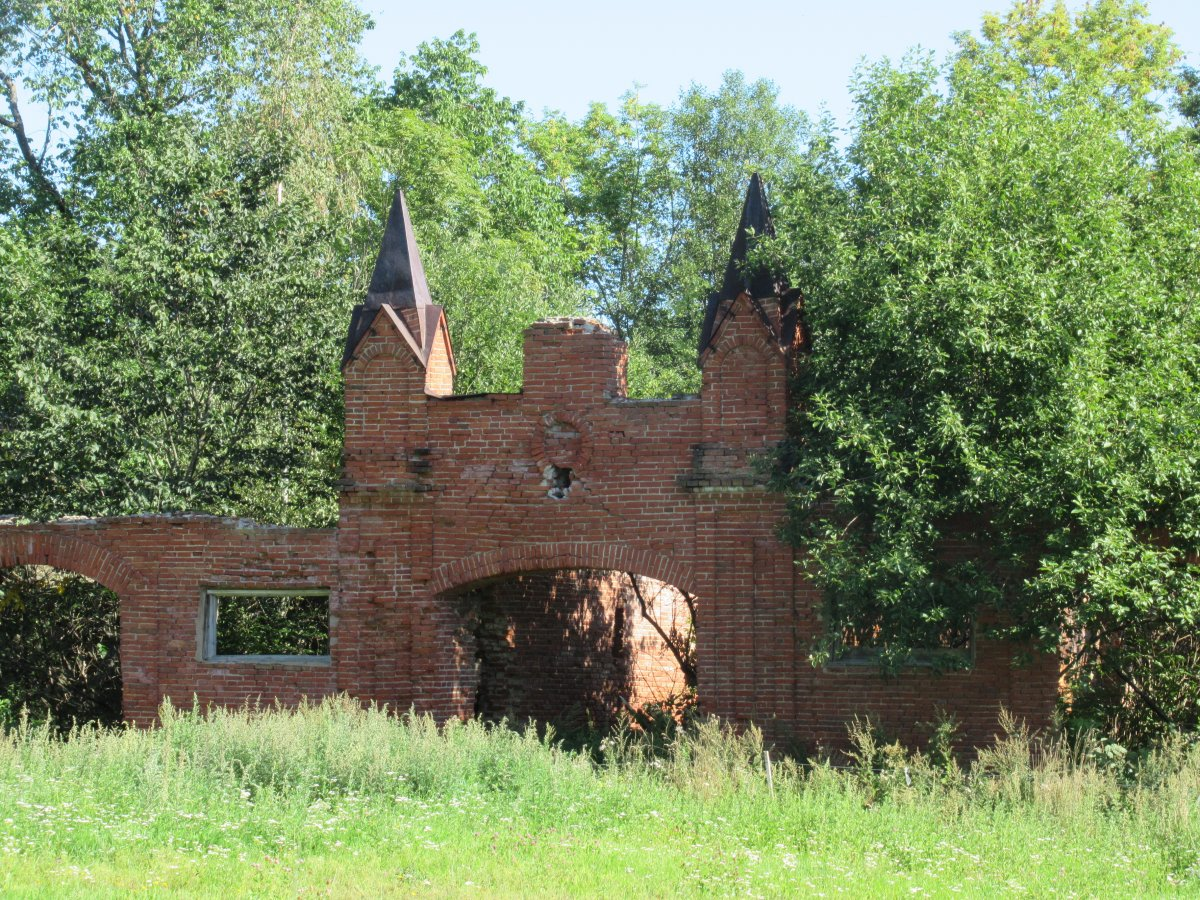
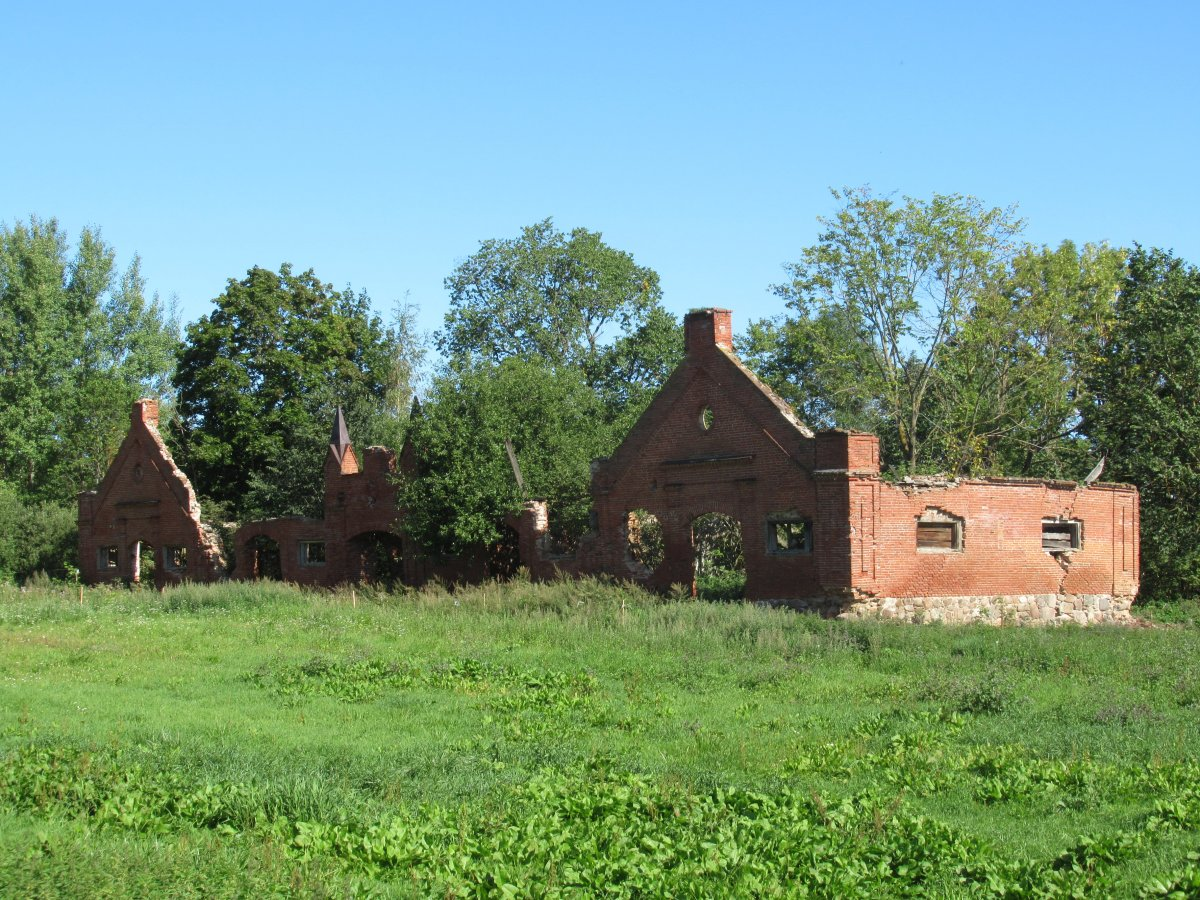
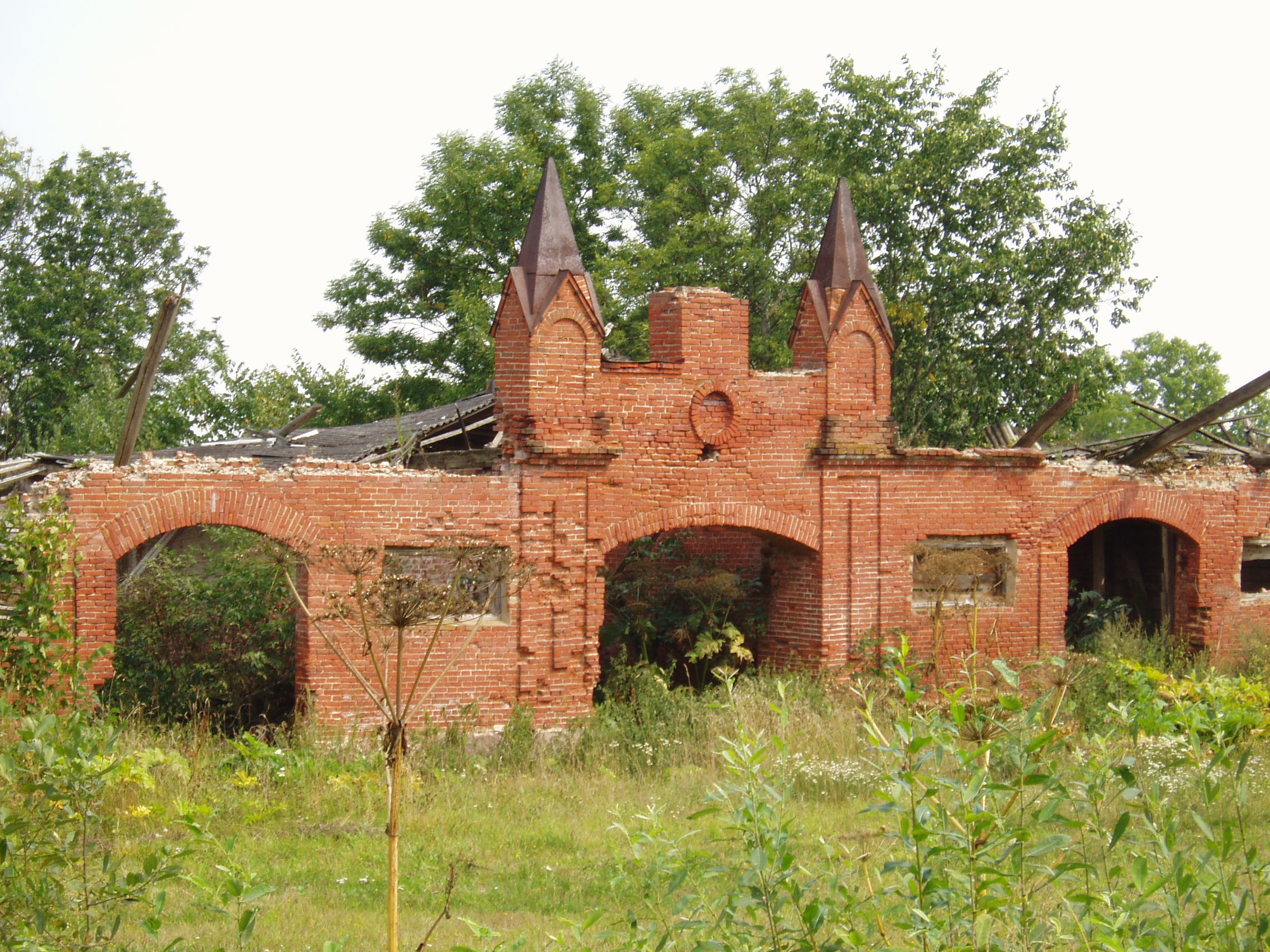
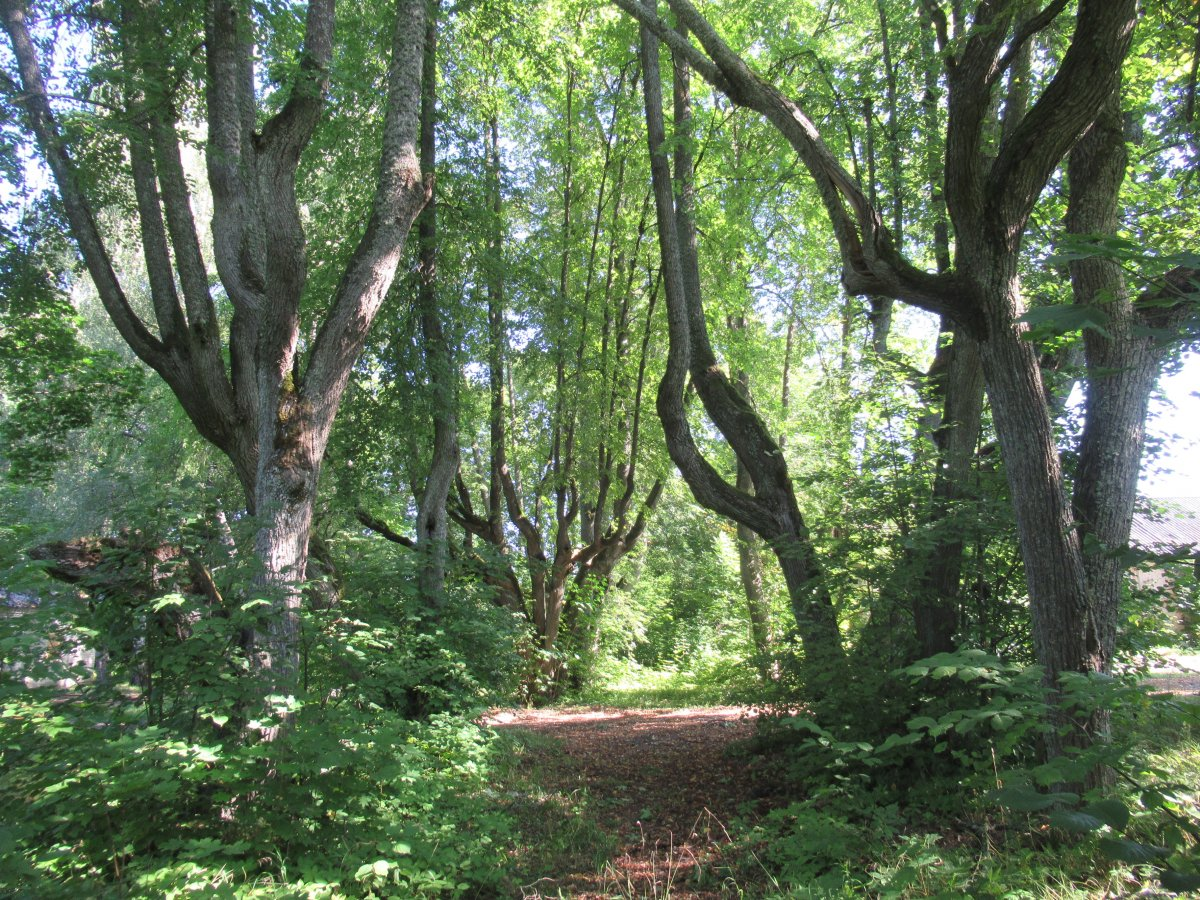